# 小行星15938
小行星15938（15938 Bohnenblust）是一颗绕太阳运转的小行星，为主小行星带小行星。该小行星于1997年12月27日发现。

## 轨道参数
小行星15938的轨道半长轴为2.4516831 UA，离心率为0.212。